# Impatiens chlorosepala
Impatiens chlorosepala är en balsaminväxtart som beskrevs av Hand.-mazz. Impatiens chlorosepala ingår i släktet balsaminer, och familjen balsaminväxter. Inga underarter finns listade i Catalogue of Life.